# Rorschach-Heiden-Bergbahn
Rorschach-Heiden-Bergbahn – normalnotorowa linia kolei zębatej w kantonie St. Gallen w Szwajcarii, łącząca Rorschach nad Jeziorem Bodeńskim i Heiden.
Rorschach-Heiden-Bergbahn otwarta została w 1875 roku. Biegnie na wysokości 794 m n.p.m.
Rorschach-Heiden-Bergbahn eksploatowana jest przez Appenzeller Bahnen.